# Ao Vivo em Barretos
Ao Vivo em Barretos é o oitavo álbum ao vivo da dupla sertaneja brasileira Ícaro & Gilmar, lançado em 16 de fevereiro de 2023 pela NA Records. O álbum tem como destaque a releitura de "M de Mulher" (originalmente gravada em 2020), que alcançou 16 milhões de visualizações no clipe extraído da gravação.

## Antecedentes e gravação
Ícaro & Gilmar, que já vinham do sucesso das quatro edições do Sextou BB lançadas, desde 2019, projeto conhecido pelas regravações, a dupla lançou, em 2022, Ao Vivo em Campo Grande, projeto que alcançou cerca de 100 milhões de visualizações no YouTube, principalmente pelo sucesso "Imperfeitos".

### Gravação
Em 26 de agosto de 2022, a dupla grava o álbum na Festa do Peão de Barretos. Com a arena lotada até o amanhecer, cerca de 45 mil pessoas presenciaram o feito na história dos cantores, que registraram 14 faixas no projeto. Mantendo o cenário original e grandioso da festa, considerada o maior rodeio da América Latina, e adicionando um show de fogos e pirotecnia, a dupla cantou pela primeira vez no evento.
Gilmar: “Gravar esse novo DVD em Barretos é a realização de um sonho. É uma grande emoção estar em uma festa tão grandiosa, onde vários ídolos do segmento participaram, e hoje estamos cantando no mesmo palco. Nada será mais emocionante do que ver a galera na arena bebendo e sofrendo ao som de Ícaro & Gilmar. Pra mim, é muita emoção, e essa noite certamente ficará na nossa memória, porque é um marco na nossa carreira.”
Gilmar ficou empenhado na parte visual do projeto, como cenário e figurinos, e Ícaro se preocupou em decidir os arranjos, detalhes das músicas e até escolher os músicos que farão parte do audiovisual.
O álbum foi gravado com participações especiais de Naiara Azevedo e Humberto & Ronaldo, do mesmo escritório da dupla.

## Lançamento e repercussão
O álbum foi lançado em partes em 2022. O primeiro single foi "M de Mulher", originalmente gravada no álbum A Gente Acertou, de 2020, que em seus versos enaltece a força e a superação da potência feminina. O videoclipe, em um mês de lançamento, alcançou 6 milhões de visualizações no YouTube.
Em 16 de fevereiro de 2023, foi lançado o álbum completo, com a 14 faixas apresentadas.

## Lista de faixas
| N.º            | Título                                                     | Compositor(es)                                                     | Duração |  |
| 1.             | "Saudade Favorita"                                         | Gustavo Martins Philipe Pancadinha Renato Sousa                    | 2:25    |  |
| 2.             | "Febre de Amor"                                            | Pancadinha Gabriel Agra Victor Hugo                                | 2:47    |  |
| 3.             | "Dublê de Solteiro"                                        | Pancadinha Kaique KeF Felipe Kef Rodrigo Marco Thales Lessa        | 2:25    |  |
| 4.             | "Pai Tô Feliz" (part. Naiara Azevedo e Humberto & Ronaldo) | Felipe Kef Pancadinha Lessa                                        | 3:13    |  |
| 5.             | "M de Mulher"                                              | Benicio Neto Junior Pepato Theo Luan                               | 3:18    |  |
| 6.             | "Vontade De Terminar"                                      | Waléria Leão Blener Maycom Rafael Quadros Vinni Miranda            | 3:05    |  |
| 7.             | "Eu Acho Que Ela Vai Namorar"                              | Pancadinha Pepato De Ângelo Diego Silveira Renato Sousa            | 2:32    |  |
| 8.             | "Quase Livre"                                              | Douglas Cezar Elvin Elan Henrique Casttro                          | 3:09    |  |
| 9.             | "Dedicado Pra Esquecer"                                    | Ângelo Silveira Lari Ferreira Rafa Borges                          | 2:47    |  |
| 10.            | "Um Cara Entre A Gente"                                    | Leão Quadros Miranda Alê Monteiro Bia Frazo Gui Prado              | 3:23    |  |
| 11.            | "Barulho de Balada"                                        | Pancadinha Cristhyan Ribeiro Edson Felipe Marins Flavinho do Kadet | 2:47    |  |
| 12.            | "Acidente de Percurso"                                     | Pancadinha Lessa Sousa Daniel Caon                                 | 3:06    |  |
| 13.            | "Parece Mas Não É"                                         | Pancadinha Sousa Marco Carvalho                                    | 2:25    |  |
| 14.            | "Troca de Maldade"                                         | Ribeiro Douglas Melo Flavinho Tinto Nando Marx                     | 3:13    |  |
| Duração total: | Duração total:                                             | Duração total:                                                     | 40:35   |  |